# Agyrtes ferrugineus
Agyrtes ferrugineus es una especie de escarabajo descrita por Solsky. La especie ha sido descrita Asia Central, principalmente en Turkestan, y Samarcanda.